# DaY-már

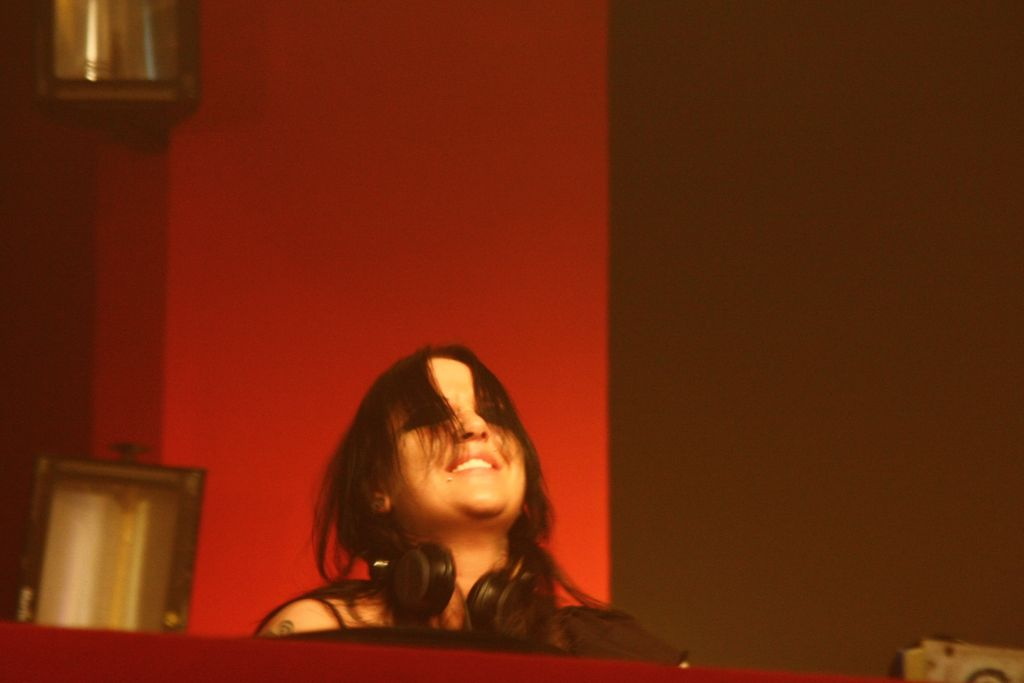
DaY-már auf der Syndicate 2010

DaY-már (geboren als Dagmar Otto, oft auch „DaY-Már“, „DJ DaY-már“ oder einfach nur „Day Mar“, * 24. Mai 1984 in Doetinchem), wohnhaft zurzeit in Maartensdijk (ein Dorf, das zur Gemeinde De Bilt gehört), ist eine niederländische Hardcore-Techno- und Hard-Techno-DJ.

## Karriere
Mit 14 Jahren begann ihr Interesse an den härteren Stilen der elektronischen Tanzmusik. Zwei Jahre später experimentierte sie bereits mit eigenem Equipment und einigen Schallplatten.
Bereits einige Jahre später konnte sie auf derart großen Musikveranstaltungen wie Masters of Hardcore (MoH), Thunderdome, Nature One oder auch Syndicate als Disc Jockey (DJ) auftreten. Die ersten Produktionen wie „Hear DaY-már Whistle“, „Fucking Motherfucking Slit“, „Time Is On My Side“ oder „Bedtime Story“ machten sie in der Szene bekannter.
Im Februar 2005 kontaktierte sie das weltweit größte Hardcore-Plattenlabel „Masters of Hardcore“. Sie fragten DaY-már, ob sie auf der nächsten Party von Masters of Hardcore als DJ auftreten möchte. Seitdem steht sie beim Label Masters of Hardcore unter Vertrag.
Der endgültige Durchbruch gelang ihr mit dem Titel „Embrace The Night“, der das Anthem (vergleichbar mit Hymne) der Masters of Hardcore 2006 war. Seitdem legt sie regelmäßig auf kleineren und größeren Musikveranstaltungen in ganz Europa auf, die meisten davon in den Niederlanden und Deutschland gefolgt von zum Beispiel Belgien, Frankreich, Italien oder auch Spanien sowie Großbritannien.
Sie wird auch oft The Queen of Darkness genannt, da die Plattenauswahl von ihr stets von einem dunklen Sound beeinflusst wird. Man kann ihren Musikstil noch in den weiteren Subgenres Darkcore und Industrial Hardcore unterteilen. Im Jahr 2009 hatte DaY-már angefangen, Hardtechno aufzulegen, und selber zu produzieren. Die erste große Musikveranstaltung, bei dem sie Hardtechno auflegte, war die Syndicate 2009. Dort präsentierte sie auch ihre erste eigene Hardtechno-Produktion „Essence“, es folgten mehrere Musikveranstaltungen, auf denen sie nur Hardtechno auflegte oder mit Hardtechno anfing und dann zu Hardcore überging. Auch im Jahr 2010 legte sie wieder Hardtechno auf der „Syndicate“ auf. Ihr erstes Hardtechno-Album „Black Widow“ erschien am 27. Oktober 2010 auf dem deutschen Label „Abstract Records“. Auf der Dominator am 20. Juli 2013 präsentierte sie ihr neues Hardcore-Album „United States of DaY-már“.

## Diskografie
- zurzeit kein Datum bekannt oder nicht released
  - Hear DaY-mar Whistle
  - Time Is On My Side
  - Bedtime Story
  - Guess What
  - Essence

- Oktober 2006
  - Embrace The Night (Anthem)
  - DSTR
  - Embrace The Night (Vocal Dub)

- November 2007 (MoH CD 2007)
  - No Prada

- September 2008
  - Pole Position (Masters of Hardcore Pole Position Anthem)
  - Fucking Motherfucking Slit

- Mai 2009 zusammen mit Unexist
  - K.O. (Thunderdome Fight Night Anthem 2009)

- März 2010 zusammen mit Korsakoff
  - Screwdriver

- Oktober 2010 (Black Widow)
  - Arraignee
  - Black Widow
  - La Viuda De Negro
  - Pavouk
  - Ragno
  - Spinnekop
  - Veuve Noire

- Juni 2011
  - Feel Terror Cloud Your Senses

- 2012 zusammen mit Drokz
  - Unite (Februar)
  - Trust No One (Februar)
  - Dirty (Dezember)

- Juli 2013 (United States of DaY-már)
  - Sunburn
  - Punk Rock Chick
  - Embrace The Night (Outblast Remix)
  - Khaleesi
  - The Story Of Alcinoe
  - Rhythm Nation (zusammen mit Negative A)
  - Treason (zusammen mit Catscan)
  - Pendejo
  - Black Widow (Lowroller Remix)
  - DeClaire (zusammen mit Re-Style)
  - Feel Terror Cloud Your Senses (Wasted Mind Remix)
  - Second Guess
  - Alternative Thoughts (zusammen mit Negative A)
  - United States Of DaY-már